# Diga del Cuga
La diga del Cuga è uno sbarramento artificiale situato in territorio di Uri, nell'entroterra algherese. Realizzata per scopi irrigui sul fiume Cuga, poco a valle del punto di confluenza col suo affluente rio Barca, genera il lago Cuga.
La diga, edificata tra il 1956 e il 1974 su progetti degli ingegneri Giuseppe Sapienza e Velio Princivalle (1955) e Samuele Paolo Algranati (1969), è del tipo a materiale sciolto di pietrame, zonata, con nucleo di terra per la tenuta. Ha un'altezza, calcolata tra quota coronamento e punto più basso del piano di fondazione, di 43,50 metri e sviluppa un coronamento di 219,50 metri a 114,40 metri sul livello del mare.
Alla quota di massimo invaso, prevista a m 113,50 s.l.m, il bacino generato dalla diga ha una superficie dello specchio liquido di circa 3 km² mentre il suo volume totale (ai sensi della legge 584 del 1994) è di 34,92 milioni di m³. La superficie del bacino imbrifero direttamente sotteso risulta pari a circa 60 km².
L'impianto, di proprietà della Regione Sardegna, fa parte del sistema idrico multisettoriale regionale ed è gestito dall'Ente acque della Sardegna.

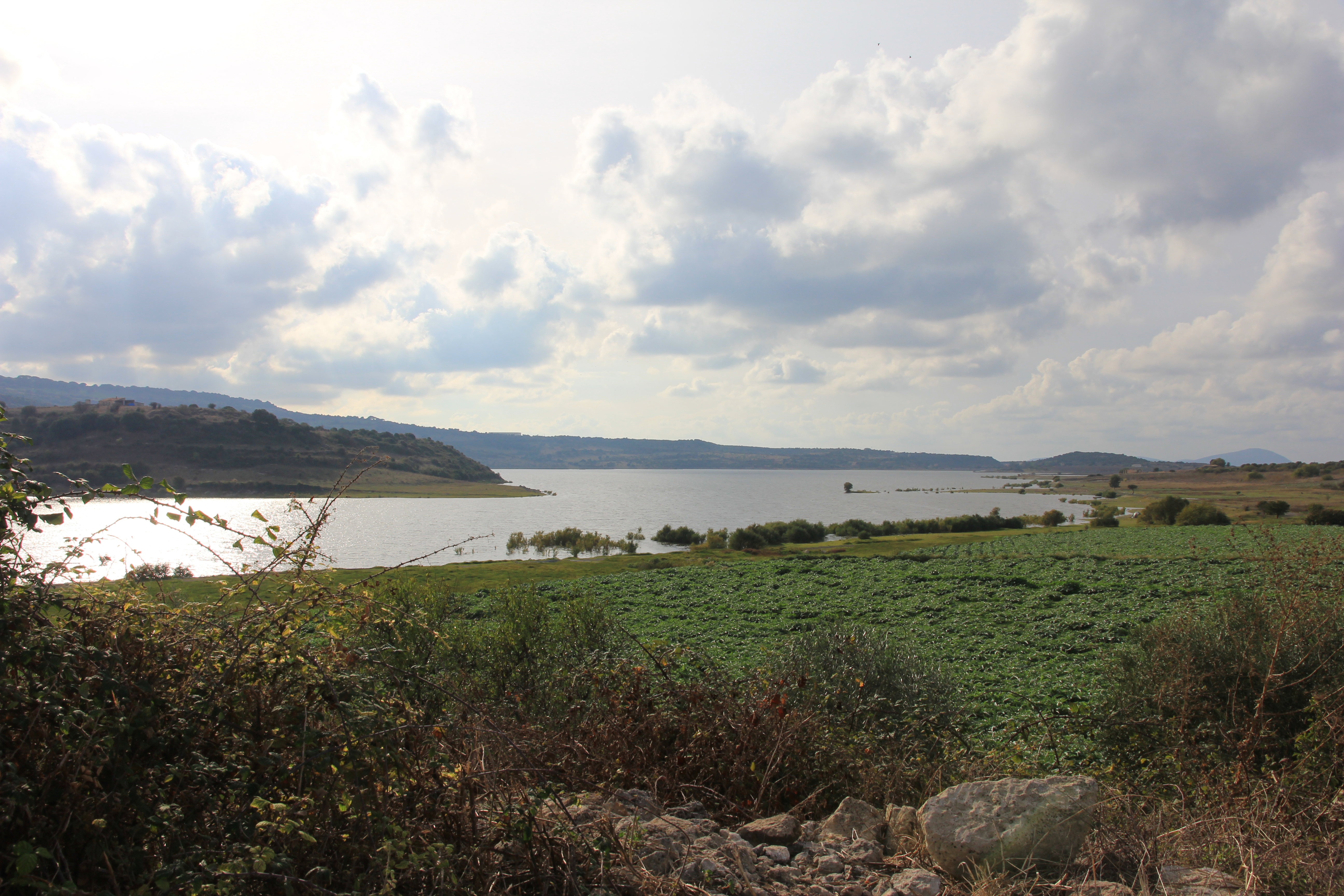
Il lago Cuga

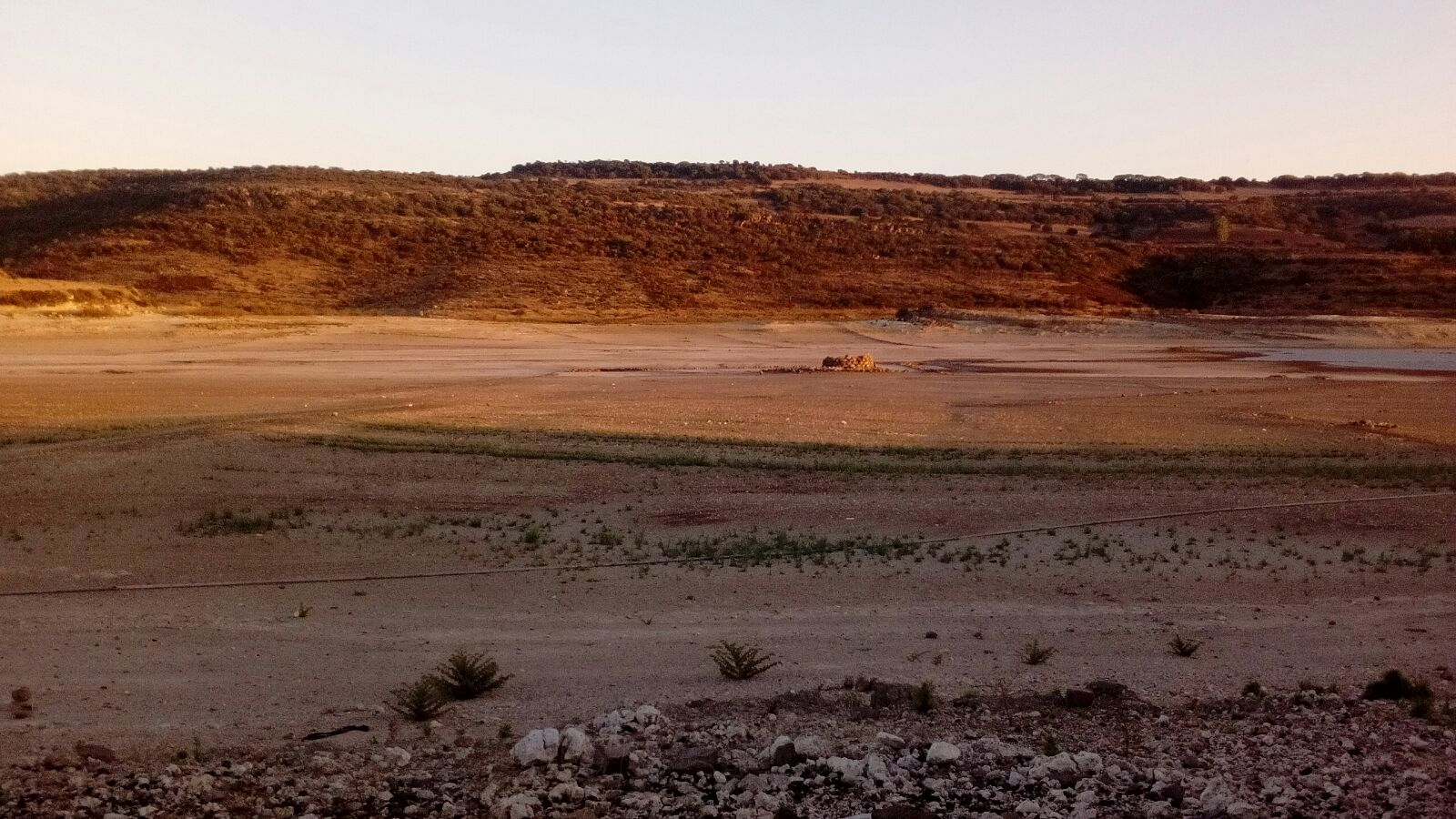
Parte orientale del lago Cuga durante la siccità dell'estate 2017; è visibile il nuraghe Chessedu, normalmente sommerso